# 陰弘智
陰弘智（7世纪—643年），涼州武威郡姑臧縣（今甘肅省武威市）人士，隋朝名將陰壽之孫，陰世師之子，唐太宗李世民嫔妃陰妃胞弟，太宗第五子齊王李祐的舅父。
其父右翊卫将军陰世師任京师留守时，因忠于隋朝，据城抗御李淵的唐军，又曾杀害李淵第五子李智雲，城破后与京兆郡丞骨儀父子一起被斩杀，陰世師之子陰弘智與幼女陰氏二人因以年幼而豁免。李淵稱帝後，陰氏成為秦王李世民的妾室。隔年，生下齊王李祐。
阴弘智在外甥齊王李祐冊藩就國後，就为李祐出谋划策，想要在太宗死后借助武士夺取政权，即所谓“须得武士自助”，为贞观十七年（643年）李祐起兵谋反种下祸根。又将妻兄燕弘信、燕弘亮引荐给李祐，为李祐暗中招募剑士。善于骑射的昝君謩、梁猛彪等就是经过燕弘信的网罗到李祐门下的。燕弘信兄弟与李祐合谋杀长史權萬紀、典軍韋文振，促成李祐起兵谋反，最后被兵曹參軍杜行敏擒获，执送京师，四月六日在内侍省被赐死。李祐的余党也一并被赐死，其中当有阴弘智。
有子阴崇，官至苏州刺史。